# Réseau interurbain de la Nièvre
Le département de la Nièvre était doté d'un réseau de transport interurbain jusqu'au 31 août 2018.

## Histoire
La dernière modification de réseau du Réseau Interurbain de la Nièvre a été faite en 2008.
Le 1er janvier 2017, la loi NOTRe a transféré des départements aux régions l'organisation du transport routier de voyageurs. Le 1er septembre 2018, les lignes de la Nièvre deviennent Mobigo Bourgogne-Franche-Comté.

## Transporteurs
Le réseau fait appel à trois transporteurs :
- STI Nièvre, filiale de RATP Dev[3] ;
- Voyages Gonin[4] ;
- Voyages Rouzeau[5].

## Réseau
Le réseau se décompose en plusieurs types de lignes :
- Lignes de structure : elles offrent des services quotidiens qui relient les grands pôles de déplacements comme Château-Chinon, Clamecy, Decize ou Nevers.
- Lignes virtuelles : elles ne fonctionne que si le client appelle la société de transport et ne dessert que les arrêts demandés.
- Lignes de marchés : ce sont des dessertes locales hebdomadaire ou bi-hebdomadaire qui fonctionnent à horaires et arrêts fixes, sans pré-réservation.

### Lignes du réseau
Liste des lignes au 1er juillet 2016
| Ligne | Caractéristiques | Caractéristiques                            | Caractéristiques                            | Caractéristiques                            | Caractéristiques                            | Caractéristiques                              | Caractéristiques                            | Caractéristiques                            | Caractéristiques                                |
| 1     | NEVERS ⥋ CHÂTEAU-CHINON | NEVERS ⥋ CHÂTEAU-CHINON                     | NEVERS ⥋ CHÂTEAU-CHINON                     | NEVERS ⥋ CHÂTEAU-CHINON                     | NEVERS ⥋ CHÂTEAU-CHINON                     | NEVERS ⥋ CHÂTEAU-CHINON                       | NEVERS ⥋ CHÂTEAU-CHINON                     | NEVERS ⥋ CHÂTEAU-CHINON                     | NEVERS ⥋ CHÂTEAU-CHINON                         |
| ----- | --- | ------------------------------------------- | ------------------------------------------- | ------------------------------------------- | ------------------------------------------- | --------------------------------------------- | ------------------------------------------- | ------------------------------------------- | ----------------------------------------------- |
| 1     | Ouverture / Fermeture — / — | Longueur —                                  | Durée —                                     | Nb. d’arrêts 42                             | Matériel Bus                                | Jours de fonctionnement L, Ma, Me, J, V, S, D | Jour / Soir / Nuit / Fêtes O / N / N / N    | Voy. / an —                                 | Transporteur Transdev Rapides de Saône et Loire |
| 1     | Desserte : Nevers, Sauvigny-les-Bois, Saint-Jean-aux-Amognes, Saint-Benin-d'Azy, Billy-Chevannes, Rouy, Alluy, Châtillon-en-Bazois, Tamnay-en-Bazois, Maux, Saint-Péreuse, Dommartin, Saint-Hilaire-en-Morvan et Château-Chinon |                                             |                                             |                                             |                                             |                                               |                                             |                                             |                                                 |
| 1     | Autre : |                                             |                                             |                                             |                                             |                                               |                                             |                                             |                                                 |
| 1     | Dernière actualisation : — |                                             |                                             |                                             |                                             |                                               |                                             |                                             |                                                 |
| 4     | GOULOUX ⥋ CHÂTEAU-CHINON | GOULOUX ⥋ CHÂTEAU-CHINON                    | GOULOUX ⥋ CHÂTEAU-CHINON                    | GOULOUX ⥋ CHÂTEAU-CHINON                    | GOULOUX ⥋ CHÂTEAU-CHINON                    | GOULOUX ⥋ CHÂTEAU-CHINON                      | GOULOUX ⥋ CHÂTEAU-CHINON                    | GOULOUX ⥋ CHÂTEAU-CHINON                    | GOULOUX ⥋ CHÂTEAU-CHINON                        |
| 4     | Ouverture / Fermeture — / — | Longueur —                                  | Durée —                                     | Nb. d’arrêts 16                             | Matériel Bus                                | Jours de fonctionnement L, Me                 | Jour / Soir / Nuit / Fêtes O / N / N / N    | Voy. / an —                                 | Transporteur Cars Taboureau                     |
| 4     | Desserte : Gouloux, Montsauche-les-Settons, Ouroux-en-Morvan, Chaumard, Corancy et Château-Chinon. |                                             |                                             |                                             |                                             |                                               |                                             |                                             |                                                 |
| 4     | Autre : |                                             |                                             |                                             |                                             |                                               |                                             |                                             |                                                 |
| 4     | Dernière actualisation : — |                                             |                                             |                                             |                                             |                                               |                                             |                                             |                                                 |
| 7     | ARLEUF ⥋ CHÂTEAU-CHINON | ARLEUF ⥋ CHÂTEAU-CHINON                     | ARLEUF ⥋ CHÂTEAU-CHINON                     | ARLEUF ⥋ CHÂTEAU-CHINON                     | ARLEUF ⥋ CHÂTEAU-CHINON                     | ARLEUF ⥋ CHÂTEAU-CHINON                       | ARLEUF ⥋ CHÂTEAU-CHINON                     | ARLEUF ⥋ CHÂTEAU-CHINON                     | ARLEUF ⥋ CHÂTEAU-CHINON                         |
| 7     | Ouverture / Fermeture — / — | Longueur —                                  | Durée —                                     | Nb. d’arrêts 17                             | Matériel Bus                                | Jours de fonctionnement S                     | Jour / Soir / Nuit / Fêtes O / N / N / N    | Voy. / an —                                 | Transporteur STI Nièvre                         |
| 7     | Desserte : Arleuf et Château-Chinon. |                                             |                                             |                                             |                                             |                                               |                                             |                                             |                                                 |
| 7     | Autre : |                                             |                                             |                                             |                                             |                                               |                                             |                                             |                                                 |
| 7     | Dernière actualisation : — |                                             |                                             |                                             |                                             |                                               |                                             |                                             |                                                 |
| 8     | GLUX-EN-GLENNE ⥋ CHÂTEAU-CHINON | GLUX-EN-GLENNE ⥋ CHÂTEAU-CHINON             | GLUX-EN-GLENNE ⥋ CHÂTEAU-CHINON             | GLUX-EN-GLENNE ⥋ CHÂTEAU-CHINON             | GLUX-EN-GLENNE ⥋ CHÂTEAU-CHINON             | GLUX-EN-GLENNE ⥋ CHÂTEAU-CHINON               | GLUX-EN-GLENNE ⥋ CHÂTEAU-CHINON             | GLUX-EN-GLENNE ⥋ CHÂTEAU-CHINON             | GLUX-EN-GLENNE ⥋ CHÂTEAU-CHINON                 |
| 8     | Ouverture / Fermeture — / — | Longueur —                                  | Durée —                                     | Nb. d’arrêts 18                             | Matériel Bus                                | Jours de fonctionnement Me                    | Jour / Soir / Nuit / Fêtes O / N / N / N    | Voy. / an —                                 | Transporteur Voyages Gonin                      |
| 8     | Desserte : Glux-en-Glenne, Villapourçon, Fâchin, Arleuf et Château-Chinon. |                                             |                                             |                                             |                                             |                                               |                                             |                                             |                                                 |
| 8     | Autre : |                                             |                                             |                                             |                                             |                                               |                                             |                                             |                                                 |
| 8     | Dernière actualisation : — |                                             |                                             |                                             |                                             |                                               |                                             |                                             |                                                 |
| 10    | SAINT-SAULGE ⥋ NEVERS | SAINT-SAULGE ⥋ NEVERS                       | SAINT-SAULGE ⥋ NEVERS                       | SAINT-SAULGE ⥋ NEVERS                       | SAINT-SAULGE ⥋ NEVERS                       | SAINT-SAULGE ⥋ NEVERS                         | SAINT-SAULGE ⥋ NEVERS                       | SAINT-SAULGE ⥋ NEVERS                       | SAINT-SAULGE ⥋ NEVERS                           |
| 10    | Ouverture / Fermeture — / — | Longueur —                                  | Durée —                                     | Nb. d’arrêts 23                             | Matériel Bus                                | Jours de fonctionnement Me, V, S              | Jour / Soir / Nuit / Fêtes O / N / N / N    | Voy. / an —                                 | Transporteur STI Nièvre                         |
| 10    | Desserte : Saint-Saulge, Jailly, Bona, Saint-Sulpice, Saint-Jean-aux-Amognes, Montigny-aux-Amognes, Coulanges-lès-Nevers et Nevers.                                                                                             |                                             |                                             |                                             |                                             |                                               |                                             |                                             |                                                 |
| 10    | Autre : |                                             |                                             |                                             |                                             |                                               |                                             |                                             |                                                 |
| 10    | Dernière actualisation : — |                                             |                                             |                                             |                                             |                                               |                                             |                                             |                                                 |
| 17    | MONTREUILLON ⥋ CORBIGNY | MONTREUILLON ⥋ CORBIGNY                     | MONTREUILLON ⥋ CORBIGNY                     | MONTREUILLON ⥋ CORBIGNY                     | MONTREUILLON ⥋ CORBIGNY                     | MONTREUILLON ⥋ CORBIGNY                       | MONTREUILLON ⥋ CORBIGNY                     | MONTREUILLON ⥋ CORBIGNY                     | MONTREUILLON ⥋ CORBIGNY                         |
| 17    | Ouverture / Fermeture — / — | Longueur —                                  | Durée —                                     | Nb. d’arrêts 10                             | Matériel Bus                                | Jours de fonctionnement L, Ma, Me, J, V, S, D | Jour / Soir / Nuit / Fêtes O / N / N / N    | Voy. / an —                                 | Transporteur Transports Rouzeau                 |
| 17    | Desserte : Montreuillon, Mouron-sur-Yonne, Sardy-lès-Épiry, Cervon et Corbigny. |                                             |                                             |                                             |                                             |                                               |                                             |                                             |                                                 |
| 17    | Autre : |                                             |                                             |                                             |                                             |                                               |                                             |                                             |                                                 |
| 17    | Dernière actualisation : — |                                             |                                             |                                             |                                             |                                               |                                             |                                             |                                                 |
| 24-1  | SAINT-HILAIRE-FONTAINE ⥋ DECIZE | SAINT-HILAIRE-FONTAINE ⥋ DECIZE             | SAINT-HILAIRE-FONTAINE ⥋ DECIZE             | SAINT-HILAIRE-FONTAINE ⥋ DECIZE             | SAINT-HILAIRE-FONTAINE ⥋ DECIZE             | SAINT-HILAIRE-FONTAINE ⥋ DECIZE               | SAINT-HILAIRE-FONTAINE ⥋ DECIZE             | SAINT-HILAIRE-FONTAINE ⥋ DECIZE             | SAINT-HILAIRE-FONTAINE ⥋ DECIZE                 |
| 24-1  | Ouverture / Fermeture — / — | Longueur —                                  | Durée —                                     | Nb. d’arrêts 7                              | Matériel Bus                                | Jours de fonctionnement Ma, V                 | Jour / Soir / Nuit / Fêtes O / N / N / N    | Voy. / an —                                 | Transporteur Voyages Gonin                      |
| 24-1  | Desserte : Saint-Hilaire-Fontaine, Charrin, Devay et Decize. |                                             |                                             |                                             |                                             |                                               |                                             |                                             |                                                 |
| 24-1  | Autre : |                                             |                                             |                                             |                                             |                                               |                                             |                                             |                                                 |
| 24-1  | Dernière actualisation : — |                                             |                                             |                                             |                                             |                                               |                                             |                                             |                                                 |
| 24-2  | VERNEUIL ⥋ DECIZE | VERNEUIL ⥋ DECIZE                           | VERNEUIL ⥋ DECIZE                           | VERNEUIL ⥋ DECIZE                           | VERNEUIL ⥋ DECIZE                           | VERNEUIL ⥋ DECIZE                             | VERNEUIL ⥋ DECIZE                           | VERNEUIL ⥋ DECIZE                           | VERNEUIL ⥋ DECIZE                               |
| 24-2  | Ouverture / Fermeture — / — | Longueur —                                  | Durée —                                     | Nb. d’arrêts 7                              | Matériel Bus                                | Jours de fonctionnement Ma, V                 | Jour / Soir / Nuit / Fêtes O / N / N / N    | Voy. / an —                                 | Transporteur Voyages Gonin                      |
| 24-2  | Desserte : Verneuil, Champvert et Decize. |                                             |                                             |                                             |                                             |                                               |                                             |                                             |                                                 |
| 24-2  | Autre : |                                             |                                             |                                             |                                             |                                               |                                             |                                             |                                                 |
| 24-2  | Dernière actualisation : — |                                             |                                             |                                             |                                             |                                               |                                             |                                             |                                                 |
| 26    | METZ-LE-COMTE ⥋ CLAMECY | METZ-LE-COMTE ⥋ CLAMECY                     | METZ-LE-COMTE ⥋ CLAMECY                     | METZ-LE-COMTE ⥋ CLAMECY                     | METZ-LE-COMTE ⥋ CLAMECY                     | METZ-LE-COMTE ⥋ CLAMECY                       | METZ-LE-COMTE ⥋ CLAMECY                     | METZ-LE-COMTE ⥋ CLAMECY                     | METZ-LE-COMTE ⥋ CLAMECY                         |
| 26    | Ouverture / Fermeture — / — | Longueur —                                  | Durée —                                     | Nb. d’arrêts 11                             | Matériel Bus                                | Jours de fonctionnement Ma, Me, V, S          | Jour / Soir / Nuit / Fêtes O / N / N / N    | Voy. / an —                                 | Transporteur Transports Rouzeau                 |
| 26    | Desserte : Metz-le-Comte, Maison-Dieu, Brèves, Dornecy, Armes et Clamecy. |                                             |                                             |                                             |                                             |                                               |                                             |                                             |                                                 |
| 26    | Autre : |                                             |                                             |                                             |                                             |                                               |                                             |                                             |                                                 |
| 26    | Dernière actualisation : — |                                             |                                             |                                             |                                             |                                               |                                             |                                             |                                                 |
| 29    | SAINT-MARTIN-DU-PUY ⥋ LORMES | SAINT-MARTIN-DU-PUY ⥋ LORMES                | SAINT-MARTIN-DU-PUY ⥋ LORMES                | SAINT-MARTIN-DU-PUY ⥋ LORMES                | SAINT-MARTIN-DU-PUY ⥋ LORMES                | SAINT-MARTIN-DU-PUY ⥋ LORMES                  | SAINT-MARTIN-DU-PUY ⥋ LORMES                | SAINT-MARTIN-DU-PUY ⥋ LORMES                | SAINT-MARTIN-DU-PUY ⥋ LORMES                    |
| 29    | Ouverture / Fermeture — / — | Longueur —                                  | Durée —                                     | Nb. d’arrêts 15                             | Matériel Bus                                | Jours de fonctionnement J                     | Jour / Soir / Nuit / Fêtes O / N / N / N    | Voy. / an —                                 | Transporteur Transports Rouzeau                 |
| 29    | Desserte : Lormes, Pouques-Lormes, Saint-Martin-du-Puy, Chalaux et Marigny-l'Église. |                                             |                                             |                                             |                                             |                                               |                                             |                                             |                                                 |
| 29    | Autre : |                                             |                                             |                                             |                                             |                                               |                                             |                                             |                                                 |
| 29    | Dernière actualisation : — |                                             |                                             |                                             |                                             |                                               |                                             |                                             |                                                 |
| 36    | LA MACHINE ⥋ DECIZE | LA MACHINE ⥋ DECIZE                         | LA MACHINE ⥋ DECIZE                         | LA MACHINE ⥋ DECIZE                         | LA MACHINE ⥋ DECIZE                         | LA MACHINE ⥋ DECIZE                           | LA MACHINE ⥋ DECIZE                         | LA MACHINE ⥋ DECIZE                         | LA MACHINE ⥋ DECIZE                             |
| 36    | Ouverture / Fermeture — / — | Longueur —                                  | Durée —                                     | Nb. d’arrêts 22                             | Matériel Bus                                | Jours de fonctionnement L, Ma, Me, J, V, S    | Jour / Soir / Nuit / Fêtes O / N / N / N    | Voy. / an —                                 | Transporteur Voyages Gonin                      |
| 36    | Desserte : Decize, Saint-Léger-des-Vignes, La Machine, Thianges, Ville-Langy et Anlezy. |                                             |                                             |                                             |                                             |                                               |                                             |                                             |                                                 |
| 36    | Autre : |                                             |                                             |                                             |                                             |                                               |                                             |                                             |                                                 |
| 36    | Dernière actualisation : — |                                             |                                             |                                             |                                             |                                               |                                             |                                             |                                                 |
| 37    | CHÂTILLON-EN-BAZOIS ⥋ DECIZE | CHÂTILLON-EN-BAZOIS ⥋ DECIZE                | CHÂTILLON-EN-BAZOIS ⥋ DECIZE                | CHÂTILLON-EN-BAZOIS ⥋ DECIZE                | CHÂTILLON-EN-BAZOIS ⥋ DECIZE                | CHÂTILLON-EN-BAZOIS ⥋ DECIZE                  | CHÂTILLON-EN-BAZOIS ⥋ DECIZE                | CHÂTILLON-EN-BAZOIS ⥋ DECIZE                | CHÂTILLON-EN-BAZOIS ⥋ DECIZE                    |
| 37    | Ouverture / Fermeture — / — | Longueur —                                  | Durée —                                     | Nb. d’arrêts 23                             | Matériel Bus                                | Jours de fonctionnement L, Ma, Me, J, V, S    | Jour / Soir / Nuit / Fêtes O / N / N / N    | Voy. / an —                                 | Transporteur STI Nièvre                         |
| 37    | Desserte : Châtillon-en-Bazois, Tamnay-en-Bazois, Moulins-Engilbert, Limanton, Vandenesse, Montaron, Thaix, Cercy-la-Tour, Verneuil, Champvert et Decize.                                                                       |                                             |                                             |                                             |                                             |                                               |                                             |                                             |                                                 |
| 37    | Autre : |                                             |                                             |                                             |                                             |                                               |                                             |                                             |                                                 |
| 37    | Dernière actualisation : — |                                             |                                             |                                             |                                             |                                               |                                             |                                             |                                                 |
| 40    | GACOGNE ⥋ CORBIGNY | GACOGNE ⥋ CORBIGNY                          | GACOGNE ⥋ CORBIGNY                          | GACOGNE ⥋ CORBIGNY                          | GACOGNE ⥋ CORBIGNY                          | GACOGNE ⥋ CORBIGNY                            | GACOGNE ⥋ CORBIGNY                          | GACOGNE ⥋ CORBIGNY                          | GACOGNE ⥋ CORBIGNY                              |
| 40    | Ouverture / Fermeture — / — | Longueur —                                  | Durée —                                     | Nb. d’arrêts 8                              | Matériel Bus                                | Jours de fonctionnement Ma, V                 | Jour / Soir / Nuit / Fêtes O / N / N / N    | Voy. / an —                                 | Transporteur Transports Rouzeau                 |
| 40    | Desserte : Mhère, Vauclaix, Cervon et Corbigny. |                                             |                                             |                                             |                                             |                                               |                                             |                                             |                                                 |
| 40    | Autre : |                                             |                                             |                                             |                                             |                                               |                                             |                                             |                                                 |
| 40    | Dernière actualisation : — |                                             |                                             |                                             |                                             |                                               |                                             |                                             |                                                 |
| 42    | GARCHY ⥋ COSNE-COURS-SUR-LOIRE | GARCHY ⥋ COSNE-COURS-SUR-LOIRE              | GARCHY ⥋ COSNE-COURS-SUR-LOIRE              | GARCHY ⥋ COSNE-COURS-SUR-LOIRE              | GARCHY ⥋ COSNE-COURS-SUR-LOIRE              | GARCHY ⥋ COSNE-COURS-SUR-LOIRE                | GARCHY ⥋ COSNE-COURS-SUR-LOIRE              | GARCHY ⥋ COSNE-COURS-SUR-LOIRE              | GARCHY ⥋ COSNE-COURS-SUR-LOIRE                  |
| 42    | Ouverture / Fermeture — / — | Longueur —                                  | Durée —                                     | Nb. d’arrêts 7                              | Matériel Bus                                | Jours de fonctionnement Me, D                 | Jour / Soir / Nuit / Fêtes O / N / N / N    | Voy. / an —                                 | Transporteur STI Nièvre                         |
| 42    | Desserte : Garchy, Saint-Quentin-sur-Nohain, Saint-Andelain, Saint-Laurent-l'Abbaye, Saint-Martin-sur-Nohain, Tracy-sur-Loire et Cosne-Cours-sur-Loire.                                                                         |                                             |                                             |                                             |                                             |                                               |                                             |                                             |                                                 |
| 42    | Autre : |                                             |                                             |                                             |                                             |                                               |                                             |                                             |                                                 |
| 42    | Dernière actualisation : — |                                             |                                             |                                             |                                             |                                               |                                             |                                             |                                                 |
| 45    | CLAMECY ⥋ NEVERS | CLAMECY ⥋ NEVERS                            | CLAMECY ⥋ NEVERS                            | CLAMECY ⥋ NEVERS                            | CLAMECY ⥋ NEVERS                            | CLAMECY ⥋ NEVERS                              | CLAMECY ⥋ NEVERS                            | CLAMECY ⥋ NEVERS                            | CLAMECY ⥋ NEVERS                                |
| 45    | Ouverture / Fermeture — / — | Longueur —                                  | Durée —                                     | Nb. d’arrêts 56                             | Matériel Bus                                | Jours de fonctionnement L, Ma, Me, J, V, S, D | Jour / Soir / Nuit / Fêtes O / N / N / N    | Voy. / an —                                 | Transporteur Rapides de Bourgogne               |
| 45    | Desserte : Clamecy, Trucy-l'Orgueilleux, Corvol-l'Orgueilleux, Courcelles, Varzy, Champlemy, Arzembouy, Giry, Prémery, Sichamps, Poiseux, Guérigny, Urzy, Saint-Martin-d'Heuille, Coulanges-lès-Nevers et Nevers.               |                                             |                                             |                                             |                                             |                                               |                                             |                                             |                                                 |
| 45    | Autre : |                                             |                                             |                                             |                                             |                                               |                                             |                                             |                                                 |
| 45    | Dernière actualisation : — |                                             |                                             |                                             |                                             |                                               |                                             |                                             |                                                 |
| 50    | LA-CHARITE-SUR-LOIRE ⥋ NEVERS | LA-CHARITE-SUR-LOIRE ⥋ NEVERS               | LA-CHARITE-SUR-LOIRE ⥋ NEVERS               | LA-CHARITE-SUR-LOIRE ⥋ NEVERS               | LA-CHARITE-SUR-LOIRE ⥋ NEVERS               | LA-CHARITE-SUR-LOIRE ⥋ NEVERS                 | LA-CHARITE-SUR-LOIRE ⥋ NEVERS               | LA-CHARITE-SUR-LOIRE ⥋ NEVERS               | LA-CHARITE-SUR-LOIRE ⥋ NEVERS                   |
| 50    | Ouverture / Fermeture — / — | Longueur —                                  | Durée —                                     | Nb. d’arrêts 21                             | Matériel Bus                                | Jours de fonctionnement Ma, V                 | Jour / Soir / Nuit / Fêtes O / N / N / N    | Voy. / an —                                 | Transporteur —                                  |
| 50    | Desserte : La Charité-sur-Loire, Raveau, Champvoux, Chaulgnes, Parigny-les-Vaux, Varennes-Vauzelles et Nevers. |                                             |                                             |                                             |                                             |                                               |                                             |                                             |                                                 |
| 50    | Autre : |                                             |                                             |                                             |                                             |                                               |                                             |                                             |                                                 |
| 50    | Dernière actualisation : — |                                             |                                             |                                             |                                             |                                               |                                             |                                             |                                                 |
| 53    | DONZY ⥋ COSNE-COURS-SUR-LOIRE | DONZY ⥋ COSNE-COURS-SUR-LOIRE               | DONZY ⥋ COSNE-COURS-SUR-LOIRE               | DONZY ⥋ COSNE-COURS-SUR-LOIRE               | DONZY ⥋ COSNE-COURS-SUR-LOIRE               | DONZY ⥋ COSNE-COURS-SUR-LOIRE                 | DONZY ⥋ COSNE-COURS-SUR-LOIRE               | DONZY ⥋ COSNE-COURS-SUR-LOIRE               | DONZY ⥋ COSNE-COURS-SUR-LOIRE                   |
| 53    | Ouverture / Fermeture — / — | Longueur —                                  | Durée —                                     | Nb. d’arrêts 8                              | Matériel Bus                                | Jours de fonctionnement Me                    | Jour / Soir / Nuit / Fêtes O / N / N / N    | Voy. / an —                                 | Transporteur STI Nièvre                         |
| 53    | Desserte : Donzy, Pougny, Saint-Père et Cosne-Cours-sur-Loire. |                                             |                                             |                                             |                                             |                                               |                                             |                                             |                                                 |
| 53    | Autre : |                                             |                                             |                                             |                                             |                                               |                                             |                                             |                                                 |
| 53    | Dernière actualisation : — |                                             |                                             |                                             |                                             |                                               |                                             |                                             |                                                 |
| 61    | DRUY-PARIGNY ⥋ DECIZE | DRUY-PARIGNY ⥋ DECIZE                       | DRUY-PARIGNY ⥋ DECIZE                       | DRUY-PARIGNY ⥋ DECIZE                       | DRUY-PARIGNY ⥋ DECIZE                       | DRUY-PARIGNY ⥋ DECIZE                         | DRUY-PARIGNY ⥋ DECIZE                       | DRUY-PARIGNY ⥋ DECIZE                       | DRUY-PARIGNY ⥋ DECIZE                           |
| 61    | Ouverture / Fermeture — / — | Longueur —                                  | Durée —                                     | Nb. d’arrêts 9                              | Matériel Bus                                | Jours de fonctionnement Ma, V                 | Jour / Soir / Nuit / Fêtes O / N / N / N    | Voy. / an —                                 | Transporteur Voyages Gonin                      |
| 61    | Desserte : Druy-Parigny, Sougy-sur-Loire, Saint-Léger-des-Vignes et Decize. |                                             |                                             |                                             |                                             |                                               |                                             |                                             |                                                 |
| 61    | Autre : |                                             |                                             |                                             |                                             |                                               |                                             |                                             |                                                 |
| 61    | Dernière actualisation : — |                                             |                                             |                                             |                                             |                                               |                                             |                                             |                                                 |
| 62    | CLAMECY ⥋ BRINON-SUR-BEUVRON | CLAMECY ⥋ BRINON-SUR-BEUVRON                | CLAMECY ⥋ BRINON-SUR-BEUVRON                | CLAMECY ⥋ BRINON-SUR-BEUVRON                | CLAMECY ⥋ BRINON-SUR-BEUVRON                | CLAMECY ⥋ BRINON-SUR-BEUVRON                  | CLAMECY ⥋ BRINON-SUR-BEUVRON                | CLAMECY ⥋ BRINON-SUR-BEUVRON                | CLAMECY ⥋ BRINON-SUR-BEUVRON                    |
| 62    | Ouverture / Fermeture — / — | Longueur —                                  | Durée —                                     | Nb. d’arrêts 11                             | Matériel Bus                                | Jours de fonctionnement Me, S                 | Jour / Soir / Nuit / Fêtes O / N / N / N    | Voy. / an —                                 | Transporteur R&H Trans Dem                      |
| 62    | Desserte : Clamecy, Rix, Ouagne, Saint-Germain-des-Bois, Beuvron, Taconnay, Grenois, Asnan et Brinon-sur-Beuvron. |                                             |                                             |                                             |                                             |                                               |                                             |                                             |                                                 |
| 62    | Autre : |                                             |                                             |                                             |                                             |                                               |                                             |                                             |                                                 |
| 62    | Dernière actualisation : — |                                             |                                             |                                             |                                             |                                               |                                             |                                             |                                                 |
| 64    | NEVERS ⥋ IMPHY | NEVERS ⥋ IMPHY                              | NEVERS ⥋ IMPHY                              | NEVERS ⥋ IMPHY                              | NEVERS ⥋ IMPHY                              | NEVERS ⥋ IMPHY                                | NEVERS ⥋ IMPHY                              | NEVERS ⥋ IMPHY                              | NEVERS ⥋ IMPHY                                  |
| 64    | Ouverture / Fermeture — / — | Longueur —                                  | Durée —                                     | Nb. d’arrêts 31                             | Matériel Bus                                | Jours de fonctionnement L, Ma, Me, J, V, S    | Jour / Soir / Nuit / Fêtes O / N / N / N    | Voy. / an —                                 | Transporteur STI Nièvre                         |
| 64    | Desserte : Nevers, Saint-Éloi et Imphy. |                                             |                                             |                                             |                                             |                                               |                                             |                                             |                                                 |
| 64    | Autre : |                                             |                                             |                                             |                                             |                                               |                                             |                                             |                                                 |
| 64    | Dernière actualisation : — |                                             |                                             |                                             |                                             |                                               |                                             |                                             |                                                 |
| 66    | LA MACHINE ⥋ NEVERS | LA MACHINE ⥋ NEVERS                         | LA MACHINE ⥋ NEVERS                         | LA MACHINE ⥋ NEVERS                         | LA MACHINE ⥋ NEVERS                         | LA MACHINE ⥋ NEVERS                           | LA MACHINE ⥋ NEVERS                         | LA MACHINE ⥋ NEVERS                         | LA MACHINE ⥋ NEVERS                             |
| 66    | Ouverture / Fermeture — / — | Longueur —                                  | Durée —                                     | Nb. d’arrêts 29                             | Matériel Bus                                | Jours de fonctionnement Me                    | Jour / Soir / Nuit / Fêtes O / N / N / N    | Voy. / an —                                 | Transporteur Voyages Gonin                      |
| 66    | Desserte : La Machine, Trois-Vèvres, Beaumont-Sardolles, Limon, La Fermeté, Sauvigny-les-Bois et Nevers. |                                             |                                             |                                             |                                             |                                               |                                             |                                             |                                                 |
| 66    | Autre : |                                             |                                             |                                             |                                             |                                               |                                             |                                             |                                                 |
| 66    | Dernière actualisation : — |                                             |                                             |                                             |                                             |                                               |                                             |                                             |                                                 |
| 68    | ENTRAINS-SUR-NOHAIN ⥋ COSNE-COURS-SUR-LOIRE | ENTRAINS-SUR-NOHAIN ⥋ COSNE-COURS-SUR-LOIRE | ENTRAINS-SUR-NOHAIN ⥋ COSNE-COURS-SUR-LOIRE | ENTRAINS-SUR-NOHAIN ⥋ COSNE-COURS-SUR-LOIRE | ENTRAINS-SUR-NOHAIN ⥋ COSNE-COURS-SUR-LOIRE | ENTRAINS-SUR-NOHAIN ⥋ COSNE-COURS-SUR-LOIRE   | ENTRAINS-SUR-NOHAIN ⥋ COSNE-COURS-SUR-LOIRE | ENTRAINS-SUR-NOHAIN ⥋ COSNE-COURS-SUR-LOIRE | ENTRAINS-SUR-NOHAIN ⥋ COSNE-COURS-SUR-LOIRE     |
| 68    | Ouverture / Fermeture — / — | Longueur —                                  | Durée —                                     | Nb. d’arrêts 19                             | Matériel Bus                                | Jours de fonctionnement Me, V                 | Jour / Soir / Nuit / Fêtes O / N / N / N    | Voy. / an —                                 | Transporteur STI Nièvre                         |
| 68    | Desserte : Entrains-sur-Nohain, Bouhy, Dampierre-sous-Bouhy, Saint-Amand-en-Puisaye, Arquian, Annay, Neuvy-sur-Loire, La Celle-sur-Loire, Myennes et Cosne-Cours-sur-Loire.                                                     |                                             |                                             |                                             |                                             |                                               |                                             |                                             |                                                 |
| 68    | Autre : |                                             |                                             |                                             |                                             |                                               |                                             |                                             |                                                 |
| 68    | Dernière actualisation : — |                                             |                                             |                                             |                                             |                                               |                                             |                                             |                                                 |

## Communes desservies
Le réseau dessert les 119 communes suivantes :
- Alluy
- Anlezy
- Annay
- Arleuf
- Arleuf
- Armes
- Arquian
- Arzembouy
- Asnan
- Beaumont-Sardolles
- Beuvron
- Billy-Chevannes
- Bona
- Bouhy
- Brèves
- Brinon-sur-Beuvron
- Cercy-la-Tour
- Cervon
- Chalaux
- Champlemy
- Champvert
- Champvoux
- Charrin
- Château-Chinon
- Châtillon-en-Bazois
- Chaulgnes
- Chaumard
- Clamecy
- Corancy
- Corbigny
- Corvol-l'Orgueilleux
- Cosne-Cours-sur-Loire
- Coulanges-lès-Nevers
- Courcelles
- Dampierre-sous-Bouhy
- Decize
- Devay
- Dommartin
- Donzy
- Dornecy
- Druy-Parigny
- Entrains-sur-Nohain
- Fâchin
- Garchy
- Giry
- Glux-en-Glenne
- Gouloux
- Grenois
- Guérigny
- Imphy
- Jailly
- La Celle-sur-Loire
- La Charité-sur-Loire
- La Fermeté
- La Machine
- Limanton
- Limon
- Lormes
- Maison-Dieu
- Marigny-l'Église
- Maux
- Metz-le-Comte
- Mhère
- Montaron
- Montigny-aux-Amognes
- Montreuillon
- Montsauche-les-Settons
- Moulins-Engilbert
- Mouron-sur-Yonne
- Myennes
- Neuvy-sur-Loire
- Nevers
- Ouagne
- Ouroux-en-Morvan
- Parigny-les-Vaux
- Poiseux
- Pougny
- Pouques-Lormes
- Prémery
- Raveau
- Rix
- Rouy
- Saint-Amand-en-Puisaye
- Saint-Andelain
- Saint-Benin-d'Azy
- Saint-Éloi
- Saint-Germain-des-Bois
- Saint-Hilaire-en-Morvan
- Saint-Hilaire-Fontaine
- Saint-Jean-aux-Amognes
- Saint-Laurent-l'Abbaye
- Saint-Léger-des-Vignes
- Saint-Martin-d'Heuille
- Saint-Martin-du-Puy
- Saint-Martin-sur-Nohain
- Saint-Père
- Saint-Péreuse
- Saint-Quentin-sur-Nohain
- Saint-Saulge
- Saint-Sulpice
- Sardy-lès-Épiry
- Sauvigny-les-Bois
- Sichamps
- Sougy-sur-Loire
- Taconnay
- Tamnay-en-Bazois
- Thaix
- Thianges
- Tracy-sur-Loire
- Trois-Vèvres
- Trucy-l'Orgueilleux
- Urzy
- Vandenesse
- Varennes-Vauzelles
- Varzy
- Vauclaix
- Verneuil
- Villapourçon
- Ville-Langy